# Formidable (Schiff, 1940)
Die HMS Formidable war ein britischer Flugzeugträger der Illustrious-Klasse, die in den späten 1930er-Jahren für die Royal Navy gebaut wurden. Nach ihrer Fertigstellung Ende 1940 wurde sie kurzzeitig der Home Fleet zugeteilt, bevor sie als Ersatz für ihr beschädigtes Schwesterschiff Illustrious zur Mittelmeerflotte verlegt wurde. Die Flugzeuge der Formidable spielten Anfang 1941 eine Schlüsselrolle in der Schlacht von Kap Matapan. In der Folge gewährten sie alliierten Schiffen Deckung und griffen die Streitkräfte der Achsenmächte an, bis ihr Träger im Mai von deutschen Sturzkampfbombern schwer beschädigt wurde. Anfang 1942 wurde die Formidable der Eastern Fleet im Indischen Ozean zugeteilt, wo sie Mitte 1942 die Invasion Madagaskar begleitete. Die Formidable kehrte nach einer kurzen Überholung nach Hause zurück, bevor sie im November an der Operation Torch, der Invasion in Französisch-Nordafrika, teilnahm. Sie blieb im Mittelmeer und begleitete die Invasion Siziliens und des italienischen Festlandes im Jahr 1943, bevor sie einer längeren Überholung unterzogen wurde. Die Formidable unternahm Mitte 1944 als Teil der Home Fleet mehrere Angriffe auf das deutsche Schlachtschiff Tirpitz in Norwegen. Anschließend wurde sie 1945 der Britischen Pazifikflotte (BPF) zugeteilt, wo sie während der Schlacht um Okinawa eine unterstützende Rolle spielte und später Ziele auf den japanischen Heimatinseln angriff. Nach der Kapitulation Japans wurde das Schiff für die Rückführung befreiter alliierter Kriegsgefangener und Soldaten eingesetzt und beförderte anschließend bis 1946 britisches Personal rund um den Globus. Im folgenden Jahr wurde das Schiff in die Reserve versetzt und 1953 zum Abwracken verkauft.

## Geschichte
Im Marineprogramm der Royal Navy von 1936 wurde der Bau von zwei Flugzeugträgern genehmigt. Admiral Sir Reginald Henderson, Dritter Seelord und Controller of the Royal Navy, war fest entschlossen, den bisherigen ungepanzerten Entwurf der Ark Royal nicht einfach abzuändern, sondern er war der Ansicht, dass Flugzeugträger ohne eine Art Frühwarnsystem nicht erfolgreich durch ihre eigenen Flugzeuge verteidigt werden könnten. Ohne ein solches System gab es nichts, was landgestützte Flugzeuge daran hindern konnte, sie anzugreifen, insbesondere in begrenzten Gewässern wie der Nordsee und dem Mittelmeer. Das bedeutete, dass das Schiff in der Lage sein musste, auch nach einer Beschädigung einsatzbereit zu bleiben, und dass seine empfindlichen Flugzeuge vollständig vor Schäden geschützt werden mussten. Die einzige Möglichkeit, dies zu erreichen, bestand darin, den Hangar, in dem die Flugzeuge untergebracht werden sollten, vollständig zu panzern, doch da so viel Gewicht so weit oben im Schiff untergebracht werden musste, war aus Stabilitätsgründen nur ein einstöckiger Hangar möglich. Dadurch halbierte sich die Flugzeugkapazität der Illustrious-Klasse im Vergleich zu den älteren, ungepanzerten Flugzeugträgern, wobei das offensive Potenzial gegen die defensive Überlebensfähigkeit eingetauscht wurde.
Die Formidable wurde im Rahmen des Marineprogramms von 1937 bei Harland & Wolff in Auftrag gegeben. Sie wurde am 17. Juni 1937 auf der Werft in Belfast unter der Nummer 1007 auf Kiel gelegt und am 17. August 1939 vom Stapel gelassen. Kurz vor dem Beginn des Stapellaufs brach die hölzerne Halterung des Schiffs zusammen und das Schiff rutschte die Helling hinunter, während sich noch Arbeiter unter dem Schiff befanden. Ein Zuschauer wurde durch umherfliegende Trümmerteile getötet und mindestens 20 weitere wurden verletzt, die Formidable wurde jedoch nicht beschädigt. Aufgrund dieses Vorfalls wurde der Flugzeugträger als „The Ship That Launched Herself“ bezeichnet und am 24. November 1940 in Dienst gestellt.
Nachdem die Fairey-Albacore-Torpedobomber der Geschwader 826 und 829 sowie die Fairey-Fulmar-Aufklärungsjäger des Geschwader 803 an Bord gelandet waren, schloss sich das Schiff am 12. Dezember in Scapa Flow der Home Fleet an. Am 18. Dezember lief sie in Begleitung der Schweren Kreuzer Dorsetshire und Norfolk als Geleitschutz aus, um nach dem deutschen Kreuzer Admiral Scheer zu suchen, der kurz zuvor den Konvoi HX 84 im Nordatlantik angegriffen hatte. Es gelang jedoch nicht, das deutsche Schiff ausfindig zu machen. Vier Tage später wurde das Schiff nach Norden beordert, um die Illustrious im Mittelmeer zu entsetzten, nachdem diese von deutschen Sturzkampfbombern schwer beschädigt worden war. Auf dem Weg dorthin nutzte sie die Gelegenheit, italienische Truppen in Italienisch-Somaliland und in Eritrea anzugreifen. Am 12. Februar versenkten sie das italienische Schiff Moncalieri, wobei zwei Albacore zerstört wurden.

### Schlacht bei Kap Matapan
Einige Wochen später durchquerte sie den kürzlich verminten Suezkanal und erreichte Alexandria am 10. März. Das 829. Geschwader erhielt zu dieser Zeit Fairey-Swordfish-Torpedobomber als Ersatz für seine Verluste. Am 20. März eskortierte die Formidable einen Konvoi nach Malta und schickte auf dem Rückweg nach Alexandria fünf Flugzeuge nach Kreta. Am Morgen des 27. März wurden größere Teile der italienischen Flotte auf dem Weg von Ägypten nach Griechenland gesichtet, woraufhin der Flugzeugträger noch am selben Nachmittag mit einem Verband aus drei Schlachtschiffen, Kreuzern und Zerstörern unter dem Kommando von Admiral Sir Andrew Cunningham auslief, um sie abzufangen. Trotz der Verstärkung durch drei Fulmar des 806. Geschwaders umfasste ihre Kampfgruppe nur 13 Fulmar, zehn Albacore und vier Swordfish.
Am nächsten Morgen entdeckte eine Albacore die Vorhut der italienischen Schiffe. Eine Einsatztruppe von sechs Albacore wurde mit Torpedos beladen, um das italienische Schlachtschiff Vittorio Veneto anzugreifen. Zwei deutsche Junkers-Ju-88-Bomber griffen ein, wurden aber von den begleitenden Fulmar abgewehrt. Der Angriff blieb erfolglos und ein weiterer Angriffsverband aus drei Albacore und zwei Swordfish wurde vorbereitet. Kurz nach deren Start um 12:22 Uhr wurde die Formidable von zwei mit Torpedos bestückten Savoia-Marchetti-SM.79-Bombern erfolglos angegriffen.
Um 14:50 Uhr erhielt das italienische Schlachtschiff einen Torpedotreffer. Der Treffer legte kurzzeitig die Maschinen lahm und verursachte schwere Überflutungen. Ein weiterer Luftangriff von sechs Albacore und zwei Swordfish wurde um 17:30 Uhr gestartet, um das beschädigte Schlachtschiff zu versenken, aber im schwindenden Licht verwechselten sie das Schiff mit dem italienischen Kreuzer Pola. Der Kreuzer wurde von einem Torpedo eines der Flugzeuge getroffen, möglicherweise von einer der beiden Swordfish des 815. Geschwaders aus Maleme auf Kreta, die sich vor dem Angriff den Flugzeugen der Formidable angeschlossen hatten. Durch diesen Fehler konnte die Vittorio Veneto den Hafen von Tarent erreichen. Eine Albacore wurde von der Vittorio Veneto abgeschossen und zwei weitere mussten notwassern, nachdem ihnen im Laufe des Tages der Treibstoff ausgegangen war. Cunningham setzte jedoch die Verfolgung der italienischen Schiffe bis in die Nacht hinein fort.
Ohne von Cunninghams Verfolgung zu wissen, wurde ein Geschwader aus Kreuzern und Zerstörern zurückbeordert, um die Pola zu schützen. In der Dunkelheit und ohne Radar wurden die italienischen Kreuzer völlig überrumpelt. Die drei Schlachtschiffe sowie die Formidable konnten sich bis auf 3.500 m nähern, woraufhin sie das Feuer eröffneten. Nach nur drei Minuten waren die Fiume und die Zara zerstört. Die Formidable, die sich zwischen der Warspite der Valiant und der Barham befand, erhielt den Befehl, mit ihren 113-mm-Kanonen das Feuer zu eröffnen. Dieser Befehl wurde jedoch kurz darauf widerrufen, als man feststellte, dass sie sich in unmittelbarer Nähe zu feindlichen Überwassereinheiten befand.
Als die Formidable am 18. April zusammen mit Mittelmeerflotte aufbrach, um den wichtigsten Nachschubhafen der Achsenmächte in Tripolis zu bombardieren, wurde sie von zwei Savoia-Marchetti SM.79 aus Rhodos angegriffen. Sie wurden von zwei Fulmar abgefangen, die einen der italienischen Bomber so stark beschädigten, dass er auf seinem Stützpunkt bruchlandete. Auch eine Fulmar an Bord der Formidable musste notlanden. Am nächsten Tag schossen Fulmar des 806. Geschwaders einen CANT-Z.1007-Bomber ab, der von Kyrenaika nach Sizilien flog, sowie ein Paar Junkers Ju 52, die Treibstoff nach Nordafrika transportierten. Am Morgen des 21. April warfen die Flugzeuge des Flugzeugträgers Leuchtraketen ab, um den Hafen zu beleuchten, damit er von drei Schlachtschiffen und einem leichten Kreuzer beschossen werden konnte. Auf dem Rückweg konnte auch noch eine Dornier Do 24 abgeschossen werden.
Während der Evakuierung der britischen Streitkräfte aus Griechenland leistete die Formidable am 29. April Luftschutz für den Konvoi GA-15. Eine Fulmar des 803. Geschwaders musste am 2. Mai notwassern, bevor der Flugzeugträger am nächsten Tag nach Alexandria zurückkehrte. Am 6. Mai stach sie in See, um den an der Operation Tiger beteiligten Konvois Luftschutz zu geben. Am 8. Mai schossen die Jäger vier deutsche Heinkel-He-111-Bomber ab, wobei eine Fulmar zur Bruchlandung gezwungen wurde. Zwei Albacore und eine Fulmar stürzten im Laufe des Tages aus nicht kampfbedingten Gründen ab. Am nächsten Tag beschädigten zwei Fulmar des 806. Geschwaders eine weitere Ju 88 schwer, die auf ihrem Stützpunkt in Sizilien eine Bruchlandung hinlegte. Viele der Fulmar waren während der Operation außer Gefecht gesetzt worden, so dass die Formidable nicht länger in der Lage war, Luftschutz zu leisten, bis sie repariert waren.
Am Morgen des 26. Mai lief die Flotte zu einem Angriff auf den Stützpunkt in Karpathos aus. Die Träger konnten jedoch nur 12 Fulmar und 15 Albacore bzw. Swordfish aufbieten. Sechs Albacore und vier Fulmar griffen den Luftwaffenstützpunkt an und zerstörten eine Ju 88 sowie beschädigten zwei weitere. Ebenfalls beschädigt wurden eine italienische Savoia-Marchetti SM.81 und sechs Fiat CR.42 Falco. Bei der Rückfahrt nach Ägypten schossen die Fulmar eine He 111 und zwei Ju 88 ab, wobei eine Fulmar zur Landung an Bord des Flugzeugträgers und eine weitere zur Wasserung gezwungen wurde. Um 13:10 Uhr wurde eine Formation von Junkers Ju 87 des StG 2 gesichtet, die in Kyrenaika stationiert waren. Diese waren auf der Suche nach Versorgungsschiffen, die nach Tobruk unterwegs waren und nicht an Unternehmen Merkur beteiligt waren. Sie trafen die Formidable mit zwei 1.000-Kilogramm-Bomben und sprengten ein Loch in den Bug Zerstörers Nubian.
Die Formidable traf am folgenden Tag in Alexandria ein. Sie wurde notdürftig repariert, bevor sie am 24. Juli zu längeren Reparaturen in der Marinewerft von Norfolk in den Vereinigten Staaten aufbrach. Das 829. Geschwader landete mit seinen Albacore an Bord, um während der Reise nach U-Booten Ausschau zu halten. Das Schiff traf am 25. August ein und die Reparaturen wurden Anfang Dezember abgeschlossen. Nach einer mehrtägigen Probefahrt lief sie am 12. Dezember zusammen mit der Illustrious nach Großbritannien aus. In der Nacht vom 15. auf den 16. Dezember kollidierte die Illustrious mit dem Heck der Formidable, aber keines der beiden Schiffe wurde ernsthaft beschädigt. Vom 21. Dezember 1941 bis zum 3. Februar 1942 wurde sie in Belfast repariert und nahm die Albacore der Geschwader 818 und 820 sowie die Grumman Wildcat des 888. Geschwaders an Bord.

### Indischer Ozean
Am 17. Februar stach die Formidable in See, um sich der Eastern Fleet im Indischen Ozean anzuschließen und auf dem Weg dorthin einen Konvoi nach Freetown, Sierra Leone, zu eskortieren. Einer ihrer Passagiere auf dieser Reise war Admiral Sir James Somerville, der kurz vor seiner Ernennung zum Oberbefehlshaber der Eastern Fleet stand. Das Schiff traf am 24. März in Colombo Ceylon ein und Somerville hisste noch am selben Tag seine Flagge an Bord des Schlachtschiffs Warspite. Zwei Tage nach der Ankunft der Formidable brach die japanische Erste Luftflotte von Celebes (Sulawesi) in Niederländisch-Ostindien auf, um die britischen Streitkräfte im Indischen Ozean anzugreifen. Somerville erhielt die Nachricht, dass die Japaner am 28. März einen Angriff auf Ceylon planten und befahl seiner Flotte, sich am 30. März südöstlich der Insel zu versammeln, um sie abzufangen. Force A, bestehend aus der Formidable, der Indomitable und der Warspite, wurde am 3. April zum Auftanken ins Addu-Atoll beordert, nachdem die Japaner nicht wie von den Briten erwartet angegriffen hatten. Nur dreieinhalb Stunden nach der Ankunft von Force A auf dem Atoll am 4. April wurden die Japaner von einer Consolidated Catalina der Royal Air Force in Reichweite von Ceylon gesichtet. Da sie zu weit entfernt waren, um sie abzufangen, bevor sie Ceylon angreifen konnten, brach Force A etwa elf Stunden nach ihrer Ankunft zu einem Kurs auf, von dem Somerville annahm, dass er es ihm ermöglichen würde, bei Nacht anzugreifen und gleichzeitig eine Entdeckung während des Tages zu vermeiden. Am 5. April entdeckte eine der Albacore der Indomitable kurz vor dem Einbruch der Dunkelheit einige der japanischen Flugzeugträger, nachdem diese Colombo angegriffen hatten, konnten aber erst am 8. April – einen Tag von ihrem beabsichtigten Ziel Trincomalee entfernt – geortet werden. Force A wurde am 9. April nach Mumbai beordert, um einem möglichen japanischen Angriff auf die Westküste Indiens zu verhindern.
Somerville war immer noch beunruhigt über die Möglichkeit eines weiteren Angriffs auf Ceylon und befahl Force A am 24. April nach Mombasa. Auf dem Weg dorthin half Force A, die alliierten Truppen während Operation Ironclad vor einem japanischen Angriff zu schützen. Die Formidable traf am 10. Mai in Kenia ein und blieb dort, bis sie am 29. Mai in Richtung Colombo auslief. Für den Rest ihrer Zeit im Indischen Ozean wechselte das Schiff zwischen Colombo und Mombasa hin und her. Während dieser Zeit nahm sie zusammen mit der Illustrious an einem Täuschungsmanöver auf den Andamanen teil. Konteradmiral Denis Boyd hisste am 24. August seine Flagge auf dem Schiff, das sechs Tage später auslief, um zur Überholung nach Hause zurückzukehren. Am 21. September traf sie in Rosyth ein, wo sie bis zum 18. Oktober überholt wurde. Anschließend lief sie nach Scapa Flow aus, wo sie 24 Martlet des 888. und 893. Geschwaders, zwölf Albacore des 820. Geschwaders und sechs Supermarine Seafire des 885. Geschwaders an Bord nahm, um sich auf die Invasion in Französisch-Nordafrika vorzubereiten.

### Operation Torch
Die Formidable, die der Force H für die Operation Torch zugeteilt wurde, lief am 30. Oktober aus um die Landungstruppen gegen Luftangriffe der Achsenmächte zu schützen. Ihre Martlet schossen am 6. November zwei Ju 88 ab und ihre Albacore bildeten am 8. November eine Nebelwand zur Unterstützung der Landung in Algier. Zwei ihrer Albacore versenkten am 17. November das deutsche U-Boot U-331, nachdem es sich einer Supermarine Walrus ergeben hatte. Für den Rest des Monats blieb sie vor der algerischen Küste, um die alliierten Streitkräfte aus der Luft zu unterstützen.
Die Formidable war nach der Operation Torch der einzige Flugzeugträger im Mittelmeer, bis sie Mitte Juni 1943 im Rahmen der Vorbereitungen für die alliierte Landung in Sizilien (Operation Husky) von der Indomitable abgelöst wurde. Die beiden Flugzeugträger befanden sich östlich der Insel in einer Position, in der sie jeden Versuch der italienischen Flotte, die Landung anzugreifen, abfangen konnten. Nachdem Sizilien gesichert war, lief die Formidable als erster Flugzeugträger seit der Illustrious im Januar 1941 in den Grand Harbour von Malta ein. Das letztgenannte Schiff schloss sich der Formidable als Ersatz für die torpedierte Indomitable bei der Landung in Salerno (Operation Avalanche) am 9. September an. Wie bei Operation Husky bestand ihre Aufgabe darin, die Invasionsflotte vor Angriffen der italienischen Marine zu schützen. Die Jäger an Bord der kleineren Flugzeugträger, welche die Kräfte an Land schützten, erlitten in den ersten Tagen der Operation schwere Verluste und die Formidable verlegte zwei Seafire und 15 Martlet zur Unicorn, um ihre Verluste zu ersetzen.

### Norwegen
Im Oktober wurde der Flugzeugträger zur Home Fleet versetzt und lief am 13. Oktober zusammen mit dem Schlachtschiff King George V. von Gibraltar nach Greenock aus. Sechs Tage später traf sie sich in Scapa Flow mit den Schlachtschiffen Howe und Anson sowie dem amerikanischen Flugzeugträger Ranger, um Patrouillenfahrten nach Island zu unternehmen, welche die nächsten drei Wochen andauerten. Am 13. November trennte sie sich von ihrer Fluggruppe und fuhr nach Belfast, wo sie am 19. November eintraf, um eine längere Überholung zu beginnen. Die 18 Corsair des Geschwaders 1841 und die 24 Fairey-Barracuda-Torpedobomber der Geschwader 827 und 830 kamen am 29. Juni an Bord. Anschließend begab sich die Formidable nach Scapa Flow, um mit den Trägern Furious und Indefatigable Trainingsmanöver durchzuführen, bevor sie sich am 17. Juli an Operation Mascot zur Zerstörung der Tirpitz beteiligte. Ihre Corsair eskortierten die Kampfflugzeuge der anderen Flugzeugträger zum Ziel, wobei eines von der deutschen Flak abgeschossen wurde. Eine Nebelwand verhinderte, dass die meisten Barracuda ihr Ziel sehen konnten, so dass sie die Tirpitz nicht trafen. Nach der Rückkehr des Schiffs nach Scapa Flow wurden die Geschwader 827 und 830 durch die Geschwader 826 und 828 ersetzt, die ebenfalls aus Barracuda bestanden.
Die Fliegergruppe der Formidable wurde am 7. August zur Vorbereitung weiterer Angriffe auf die Tirpitz (Operation Goodwood) durch ein Dutzend Corsair des Geschwaders 1842 verstärkt. Die beiden Corsair-Geschwader wurden am 14. August dem 6. Marine-Jagdgeschwader an Bord des Flugzeugträgers zugeteilt. Der erste Angriff erfolgte am Morgen des 22. August, als 24 Corsair und zwölf Barracuda gegen das deutsche Schlachtschiff und nahe gelegene Ziele abhoben. Eine Nebelwand schützte die Tirpitz erneut, so dass sie weiterhin unbeschädigt blieb. Ein weiterer für den Nachmittag geplanter Angriff musste wegen tiefhängender Wolken abgesagt werden. Erst am 24. August konnte mit 23 Corsair und 16 Barracuda erneut angegriffen werden. Die Tirpitz wurde bei diesem Angriff durch zwei Bombentreffer leicht beschädigt. Fünf Tage später wurde ein letzter Angriff durchgeführt, ebenfalls ohne Erfolg.
Am 2. September traf der Flugzeugträger in Scapa Flow ein, wo beide Barracuda-Geschwader das Schiff verließen. Später fuhr das Schiff nach Gibraltar, wo es am 21. September eintraf, um mit einer Überholung zu beginnen, bei der unter anderem die Flugabwehr für den Einsatz im Pazifik aufgestockt wurde. Am 1. Januar 1945 kamen die Corsair des 6. Marinejagdgeschwaders sowie 18 Grumman TBF Avenger des 848. Geschwaders an Bord. Nach einer mehrwöchigen Reparatur verließ die Formidable am 14. Januar Gibraltar, um sich der britischen Pazifikflotte (BPF) anzuschließen. Nach mehreren Zwischenstopps zum Auftanken und zur Verladung von Vorräten und Munition kam sie am 10. März in Sydney an. Am 20. März inspizierte Admiral Sir Bruce Fraser, Kommandant der BPF, das Schiff und seine Besatzung.

### Pazifikkrieg

#### Schlacht um Okinawa

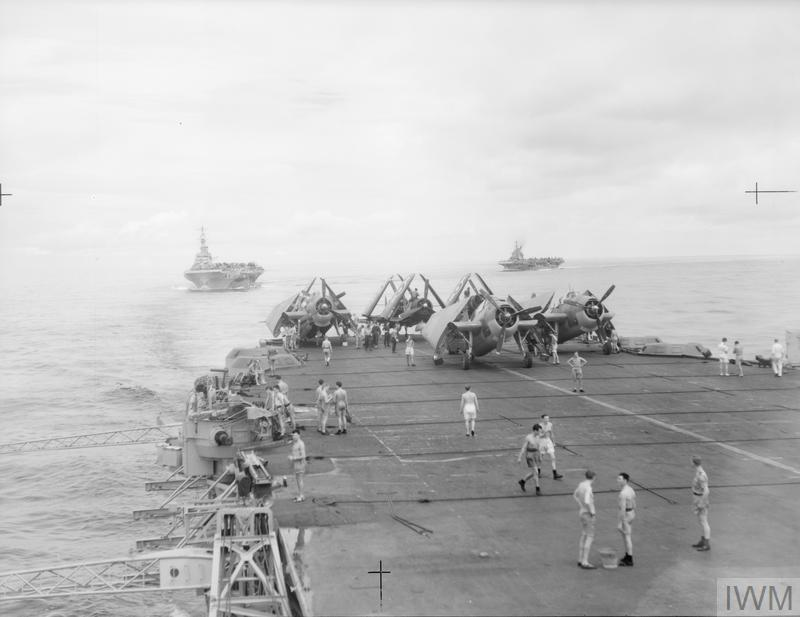
Avenger und Chance-Vought Corsair an Bord der Formidable mit der Victorious und Implacable im Hintergrund

Am 4. April traf die Formidable in der San Pedro Bay auf den Philippinen ein, um auf die Rückkehr der BPF zu warten, die als Vorbereitung für die Landung auf Okinawa die Bedrohung durch japanische Flieger auf den Sakishima-Inseln zwischen Okinawa und Taiwan neutralisieren sollte. Die Formidable wurde sechs Tage später zur 1st Aircraft Carrier Squadron (1st ACS) der BPF beordert, um als Ersatz für die Illustrious am Einsatz teilzunehmen. Sie traf am 14. April ein und beteiligte sich an den Kämpfen, bis sie am 20. April nach San Pedro Bay zurückkehrte, um für weitere Operationen ausgestattet zu werden.

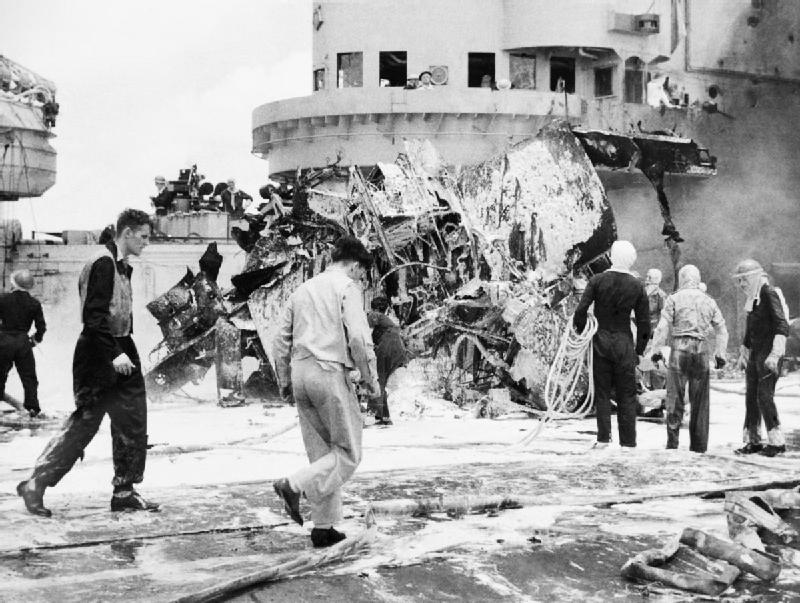
Flugzeugtrümmer nach dem Kamikaze-Treffer vor Okinawa am 4. Mai 1945

Am 4. Mai kehrte die Flotte in die Gewässer vor Okinawa zurück und griff erneut die Flugplätze auf den Sakishima-Inseln an. Vizeadmiral Bernard Rawlings, Stellvertreter des Kommandierenden Offiziers der BPF, und sein Stab waren zu dem Schluss gekommen, dass der Beschuss der japanischen Geschützstellungen durch die schweren Geschütze der Schlachtschiffe und Kreuzer eine wirksamere Methode zu ihrer Zerstörung sein könnte als Luftangriffe. Die King George V und die Howe sowie fünf Kreuzer wurden an diesem Morgen abkommandiert, um die Rollfelder zu beschießen. Gegen 11:31 Uhr tauchte eine bisher unentdeckte Mitsubishi A6M Zero auf, die sofort zum Angriff auf die Formidable überging. Die Zero beschoss zunächst das Flugdeck, bevor eines der Geschütze der Formidable das Feuer eröffnen konnte, und drehte dann scharf ab, um sich trotz der harten Drehung des Schiffes nach Steuerbord mitsamt seiner Bombenlast auf das vordere Flugdeck zu stürzen. Auch wenn die Zero durch die Explosion einer ihrer Bomben zerstört wurde, richteten die Trümmer schwere Schäden an Bord der Formidable an.
Die Detonation der Bombe riss ein großes Loch in das Flugdeck, etwa 7,3 m mal 6,1 m und 0,61 m tief, Dadurch wurden acht Mann getötet und weitere 55 Besatzungsmitglieder verletzt. Teile der Flugdeckpanzerung durchschlugen mehrere Decks und zerstörten dabei größere Teile des Antriebs, wodurch die Geschwindigkeit des Schiffes auf 14 Knoten (26 km/h) sank. Die Wucht der Explosion auf dem Flugdeck schleuderte Flugzeuge über die Reling oder setzte sie in Brand. Granatsplitter der Explosion durchlöcherten die Insel und verursachten den Großteil der Todesopfer. Sie durchtrennten zahlreiche elektrische Kabel, darunter auch die für die meisten Radaranlagen des Schiffes. Die Brände auf dem Flugdeck und im Hangar waren um 11:55 Uhr gelöscht, und sieben Avengers und eine Corsair, die irreparabel beschädigt waren, wurden über Bord geworfen. Der Explosionskrater wurde mit Holz sowie Beton aufgefüllt und mit dünnen Stahlplatten abgedeckt, die an das Deck geheftet wurden, so dass das Schiff bis 17:00 Uhr wieder Flugzeuge einsetzen und mit einer Geschwindigkeit von 24 Knoten (44 km/h) fahren konnte. Dreizehn ihrer Corsair befanden sich zum Zeitpunkt des Angriffs in der Luft und operierten eine Zeit lang von den anderen Flugzeugträgern aus. Die Schäden am Antrieb wurden bis 14:00 Uhr am nächsten Tag repariert.
Am 9. Mai griff ein weiterer Kamikaze-Pilot, die Formidable an und ließ um 17:05 Uhr sein Flugzeug auf die Formidable stürzen. Der Aufprall verursachte zwar nur geringe Schäden am Schiff, führte jedoch zu einer Explosion und einem großen Feuer, das 18 Flugzeuge zerstörte. Ein Besatzungsmitglied wurde getötet und vier weitere verwundet. Der Flugzeugträger konnte fünfzig Minuten später seinen Betrieb wieder aufnehmen, allerdings waren nur noch vier Avenger und elf Corsair einsatzbereit. Rawlings beschloss, sich sofort zurückzuziehen, um der Victorious und der Formidable mehr Zeit für Reparaturen und die Aufstockung ihrer dezimierten Luftverbände zu geben. Außerdem änderte er die Aufstellung der BPF, um der neuen Tiefflug-Taktik der Japaner entgegenzuwirken, indem er die Schlachtschiffe und Kreuzer näher an den Flugzeugträgern stationierte und die Flugzeugträger enger beieinander hielt.
Die BPF nahm den Kampf am 12. Mai wieder auf, doch weder an diesem noch am nächsten Tag wurden japanische Flugzeuge gesichtet. Die BPF setzte ihre Routine von zwei Einsatztagen im Wechsel mit einem oder zwei Tagen zum Auffüllen ihrer Schiffe in den nächsten Tagen mit minimalen Eingriffen der Japaner fort. Am Morgen des 18. Mai kam es zu einem versehentlichen Beschuss auf eine Avenger, die daraufhin Feuer fing. Die Sprinkleranlagen wurden sofort eingeschaltet, doch konnte das Feuer erst nach fast einer Stunde gelöscht werden, nicht zuletzt, weil die Elektromotoren der Brandschutztore bei dem ersten Kamikaze-Angriff beschädigt worden waren und nur von einer Werft repariert werden konnten. Einundzwanzig Corsair und sieben Avenger wurden bei dem Zwischenfall entweder beschädigt oder zerstört. Am 22. Mai wurde die Formidable für Reparaturen nach Sydney abkommandiert. Zwei der drei am 4. Mai beschädigten Panzerplatten wurden repariert, die dritte musste jedoch durch zwei 38-mm-Platten ersetzt werden, da in Australien keine Panzerplatten in der erforderlichen Dicke verfügbar waren. Außerdem wurden Reparaturen an den Maschinen, Kesseln und elektrischen Anlagen des Schiffes vorgenommen. Die Insel wurde um eine Kabine für den Admiralstab und eine Radarwerkstatt vergrößert. Nach dem Abschluss der Reparaturen wurde sie zum Flaggschiff des 1. ACS von Konteradmiral Sir Philip Vian.

#### Operationen vor der japanischen Küste
Zusammen mit der Victorious und der King George V verließ die Formidable am 28. Juni Sydney in Richtung des BPF-Stützpunkts auf Manus Island auf den Admiralitätsinseln. Ihre Fluggruppe bestand nun aus 36 Corsair, zwölf Avenger und sechs Grumman F6F Hellcat des 1844. Geschwaders. Das 6. Marine-Jagdgeschwader wurde in die 2nd Carrier Air Group eingegliedert, die alle Flugzeuge auf dem Träger befehligte. Die Schiffe trafen am 4. Juli ein, wurden aufgetankt und liefen zwei Tage später aus, um sich der amerikanischen Dritten Flotte anzuschließen, die bereits vor den japanischen Hauptinseln operierte. Die BPF traf am 16. Juli mit den Amerikanern zusammen und begann am nächsten Morgen mit ihren Operationen. Am 17. Juli hoben 28 Corsair von Bord der Formidable Richtung Tokio ab, doch einige von ihnen konnten ihre Ziele wegen schlechten Wetters nicht ausfindig machen. Vierundzwanzig Corsair griffen am nächsten Tag Ziele in der Nähe von Tokio an, bevor erneut schlechtes Wetter den Flugbetrieb unterbrach. Erst ab dem 24. Juli klarte es auf und die Flugzeuge der BPF konnten Ziele in der Nähe von Osaka und im Seto-Inlandsee angriffen und den Geleitträger Kaiyō versenkten. Nach dem Auftanken wurden die Luftangriffe am 28. und 30. Juli wieder aufgenommen, wobei die Okinawa bei Maizuru versenkt wurde. Eine Kombination aus schlechtem Wetter, fehlendem Nachschub und dem Atombombenabwurf auf Hiroshima verzögerte die Wiederaufnahme der Luftoperationen bis zum 9. August.
Im Laufe des Vormittags griffen von Bord der Formidable mehrere Corsair und Avenger den Luftwaffenstützpunkt Matsushima an. Eine zweite Jagdstaffel wurde umgeleitet, um japanische Kriegsschiffe in Onagawa anzugreifen. Die Angriffe wurden am nächsten Tag wiederholt, wobei zwei Kriegsschiffe und zahlreiche kleine Handelsschiffe versenkt sowie zahlreiche Lokomotiven und abgestellte Flugzeuge zerstört wurden. Die BPF zog sich nach dem 10. August zurück, um sich auf die Operation Olympic vorzubereiten, die für November geplante Invasion von Kyushu. Ein Großteil der Flotte, darunter auch die Formidable, brach am 12. August nach Manus auf, wo sie bis zum 23. August verblieb.

### Nachkriegszeit
Die Formidable traf am 24. August in Sydney ein, wo ihre Hangars umgerüstet wurden, um ehemalige alliierte Kriegsgefangene und Soldaten für die Repatriierung aufnehmen zu können. Nachdem sie ihre Fluggruppe zurückgelassen hatte, um möglichst viele Passagiere befördern zu können, erreichte das Schiff am 30. September Manila, wo sie am 4. Oktober über 1.000 ehemalige australische Kriegsgefangene an Bord nahm und diese am 21. Oktober in Sydney das Schiff verließen. Drei Tage später fuhr sie über Karavia Bay, Neubritannien, wo sie 1254 Männer der indischen Armee aufnahm, weiter nach Singapur, wo weitere ehemalige Kriegsgefangene an Bord kamen, bevor sie in Mumbai einlief. Dort verlud die Formidable ein Infanteriebataillon der indischen Armee, das nach Batavia in Niederländisch-Ostindien transportiert werden sollte, um dort die öffentliche Ordnung aufrechtzuerhalten, bis die niederländischen Kolonialtruppen die Macht übernehmen konnten. Anschließend lud das Schiff Teile der australischen 7. Division und deren Ausrüstung auf der Insel Tarakan an Bord und nahm in Morotai weitere Australier auf, bevor es am 6. Dezember in Sydney eintraf.
Vizeadmiral Vian hielt am 27. Dezember eine Ansprache an die Besatzung des Schiffes, bevor es am folgenden Tag mit 800 eingeschifften Marineangehörigen zur Heimreise ablegte. Am 5. Februar 1946 traf sie in Portsmouth ein. Die dortige Werft rüstete das Schiff mit dauerhafteren Unterkünften im Hangar aus, um mehr Truppen zu versorgen. Anschließend nahm sie 480 Mann an Bord und setzte am 2. März Kurs in Richtung Sydney. Die Formidable traf dort einen Monat später ein und nahm 1.336 Marinesoldaten sowie einige Wrens und VAD-Krankenschwestern an Bord. Am 12. April verließ sie Australien in Richtung Colombo, um aufzutanken und 576 Mann Marinepersonal abzusetzen, bevor sie am 9. Mai in Devonport eintraf. Die nächste Reise nach Mumbai und Colombo fand zwischen dem 15. Juni und dem 25. Juli statt. Im August nahm das Schiff 114 Offiziere, 958 Matrosen und 11 VAD-Krankenschwestern in Singapur und weitere 319 Matrosen in Trincomalee an Bord, bevor es in Malta Halt machte, um 41 Mann der britischen Handelsmarine aufzunehmen. Zwischen dem 3. Dezember und dem 3. Februar 1947 unternahm die Formidable ihre letzte Fahrt zwischen Portsmouth und Singapur, auf der sie 1.000 Soldaten der Royal Marines nach Singapur brachte.
Anfang März 1947 dampfte die Formidable nach Rosyth, wo sie kurz überholt und in die Reserve versetzt wurde. Am 12. August 1947 wurde sie abgemustert, 1949 nach Spithead geschleppt und von dort aus im November 1952 nach Portsmouth. Im Januar 1953 wurde sie nach Inverkeithing geschleppt, wo sie abgewrackt wurde.

## Technik

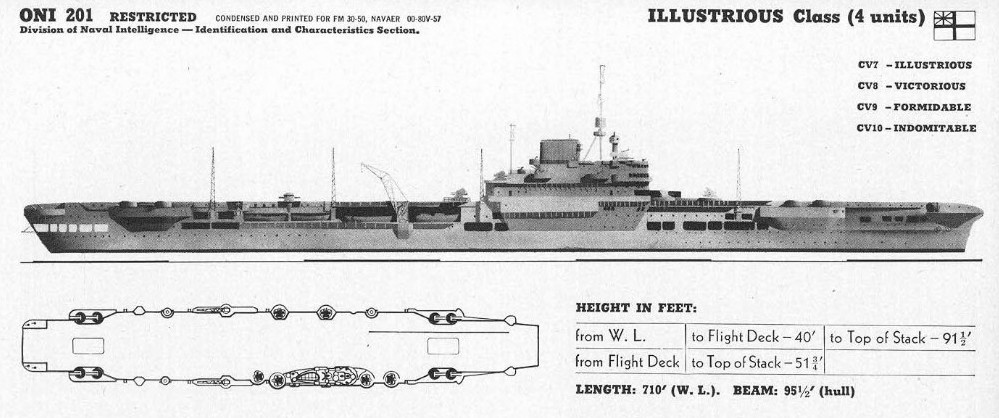

### Schiffsmaße
Das Schiff hatte eine Gesamtlänge von 225,60 m, eine Breite von 29,20 m und einen Tiefgang von 8,80 m. Die Verdrängung lag bei 23.369 t. Das gepanzerte Flugdeck mit einer Länge von 229,50 m hatte eine nutzbare Länge von 204,2 m und eine maximale Breite von 29 m.
Im vorderen Teil des Flugdecks befand sich ein einziges hydraulisches Flugzeugkatapult. Das Schiff war mit zwei ungepanzerten Aufzügen auf der Mittellinie ausgestattet, von denen jeder 13,70 mal 6,70 m groß war. Der Hangar war 139 m lang und hatte eine maximale Breite von 18,90 m. Er hatte eine Höhe von 4,90 m, was die Lagerung von Vought F4U Corsair ermöglichte, wenn deren Flügelspitzen eingeklappt waren. Das Schiff konnte bis zu 54 statt der vorgesehenen 36 Flugzeuge aufnehmen, nachdem während des Krieges „Ausleger“ auf dem Flugdeck angebracht und die „Round-Downs“ abgeflacht worden waren, wodurch sich die nutzbare Länge des Flugdecks auf 225,60 m vergrößerte. Die zusätzlichen Besatzungsmitglieder, das Wartungspersonal und die Einrichtungen, die für die zusätzlichen Flugzeuge benötigt wurden, führten zu einer erheblichen Überlastung des Schiffs. Das Schiff wurde mit 230.300 l Treibstoff ausgestattet.

### Antrieb
Die Formidable war mit drei Parsons-Dampfturbinen ausgestattet, die jeweils eine Welle antrieben und insgesamt 111.000 Shp (81.640 kW) entwickelten, womit das Schiff eine Höchstgeschwindigkeit von 30,5 Knoten (56 km/h) erreichte. Der Dampf wurde von sechs Admiralty-Kesseln geliefert. Das Schiff konnte maximal 4.930 t Heizöl mitführen, was ihm bei 10 Knoten (19 km/h) eine Reichweite von 10.700 Seemeilen (19.800 km) ermöglichte. Die Besatzung des Schiffes bestand aus 1299 Mann plus Offiziere.

### Bewaffnung
Die Hauptbewaffnung des Schiffes bestand aus sechzehn 113-mm-Schnellfeuerkanonen in acht Zwillingsgeschütztürmen, die an der Seite des Schiffskörpers in Schwalbennestern montiert waren. Die Dächer der Geschütztürme ragten über die Ebene des Flugdecks hinaus, so dass sie in großer Höhe über das Deck hinweg feuern konnten. Das Geschütz hatte eine maximale Reichweite von 18.980 m. Die leichte Flugabwehr bestand aus sechs Achtfach-Lafetten für Zweipfünderkanonen („pom-pom“), jeweils zwei vor und hinter der Insel und zwei in Pylonen an der Backbordseite des Rumpfes. Die Zweipfünderkanone hatte eine maximale Reichweite 6.200 m.
Während der Reparatur Ende 1941 wurde die leichte Flakbewaffnung der Formidable durch zehn Oerlikon-20-mm-Maschinenkanonen in Einzellafetten mit einer maximalen Reichweite von 4.400 m ergänzt. Zum Zeitpunkt der letzten dokumentierten Überholung im März 1944 hatte das Schiff eine Achtfach-„Pom-Pom“-Lafette gegen eine Vierfach-Lafette ausgetauscht und verfügte nun über insgesamt 20 Zwillings- und 14 Einfach-Lafetten mit 20-mm-Geschützen, von denen einige, bevor sie im Kampf gegen die Japaner zum Einsatz kamen, durch 40-mm-Bofors-Luftabwehrkanonen ersetzt wurden, da die 20-mm-Granate kaum in der Lage war, einen Kamikaze zu zerstören, bevor er das Schiff traf. Die Bofors-Kanone hatte eine maximale Reichweite von 9.830 m. Beim Kriegsende verfügte das Schiff über alle sechs ursprünglichen Achtfach-„Pom-Pom“-Lafetten, fünf einzelne motorbetriebene 40-mm-Lafetten, sieben einzelne 40-mm-„Boffin“-Lafetten und elf Zwillings- sowie zwölf einzelne 20-mm-Lafetten.

### Panzerung
Die Schiffe der Illustrious-Klasse hatten ein Flugdeck, das durch eine 76 mm dicke Panzerung geschützt war, während die Innenseiten und Enden der Hangarpanzerung 114 mm dick waren. Das Hangardeck selbst war mit 64 mm geschützt und erstreckte sich über die gesamte Breite des Schiffes bis zum oberen Ende des 114 mm starken Panzergürtels. Der Gürtel wurde durch 64-mm-Querschotte vorn und achtern geschlossen. Das Unterwasserverteidigungssystem war ein Schichtsystem aus Flüssigkeits- und luftgefüllten Kammern, die durch ein 38 mm dickes Splitterschott geschützt waren.

### Sensoren
Die Formidable war mit einem Frühwarnradar des Typs 79 ausgerüstet. Die Einzelheiten der zusätzlichen Radargeräte, die während des Krieges eingebaut wurden, sind nicht ohne Weiteres verfügbar, aber gegen Ende des Krieges verfügte das Schiff wahrscheinlich über ein Oberflächensuch-/Höhenortungsradar des Typs 277 auf der Brücke und ein Zielanzeigerradar des Typs 293 auf dem Fockmast. Darüber hinaus waren auf den Feuerleitern Geschützradare der Typen 282 und 285 montiert.

### Eingeschiffte Geschwader
| Geschwader | Flugzeuge                                         | an Bord                                                           |
| ---------- | ------------------------------------------------- | ----------------------------------------------------------------- |
| 803        | Fairey Fulmar                                     | 27. November 1940 – 12. Mai 1941 25. April 1942 – 24. August 1942 |
| 806        | Fairey Fulmar                                     | 4. März – 27. Mai 1942                                            |
| 810        | Fairey Swordfish                                  | 13. – 21. Dezember 1941                                           |
| 818        | Fairey Albacore                                   | 4. Februar – 20. April 1942                                       |
| 820        | Fairey Albacore                                   | 3. Februar 1942 – 11. November 1943                               |
| 826        | Fairey Swordfish Fairey Albacore Fairey Barracuda | 26. November 1940 – 27. Mai 1941                                  |
| 827        | Fairey Barracuda                                  | 11. – 19. Juli 1944                                               |
| 828        | Fairey Barracuda                                  | 18. August – 2. September 1944                                    |
| 829        | Fairey Albacore                                   | 15. November 1940 – 23. August 1941 10. – 21. Dezember 1941       |
| 830        | Fairey Barracuda                                  | 9. – 19. Juli 1944                                                |
| 841        | Fairey Barracuda                                  | 8. – 14. August 1944                                              |
| 848        | Grumman TBF Avenger                               | 16. September 1944 – 24. August 1945                              |
| 853        | Grumman F4F Wildcat                               | 14. – 24. Juni 1944                                               |
| 881        | Grumman F4F Wildcat                               | 10. – 12. November 1943                                           |
| 885        | Supermarine Seafire I/II                          | 28. Oktober 1942 – 18. Oktober 1943                               |
| 888        | Grumman F4F Wildcat                               | 24. August 1942 – 13. November 1943                               |
| 893        | Grumman F4F Wildcat                               | 21. Oktober 1942 – 13. November 1943                              |
| 1840       | Grumman F6F Hellcat                               | 31. Juli – 5. August 1944                                         |
| 1841       | Vought F4U Corsair                                | 26. Juni 1944 – 23. August 1945                                   |
| 1842       | Vought F4U Corsair                                | 28. Juni 1945 – ?                                                 |